# 馬拉卡茹 (南馬托格羅索州)

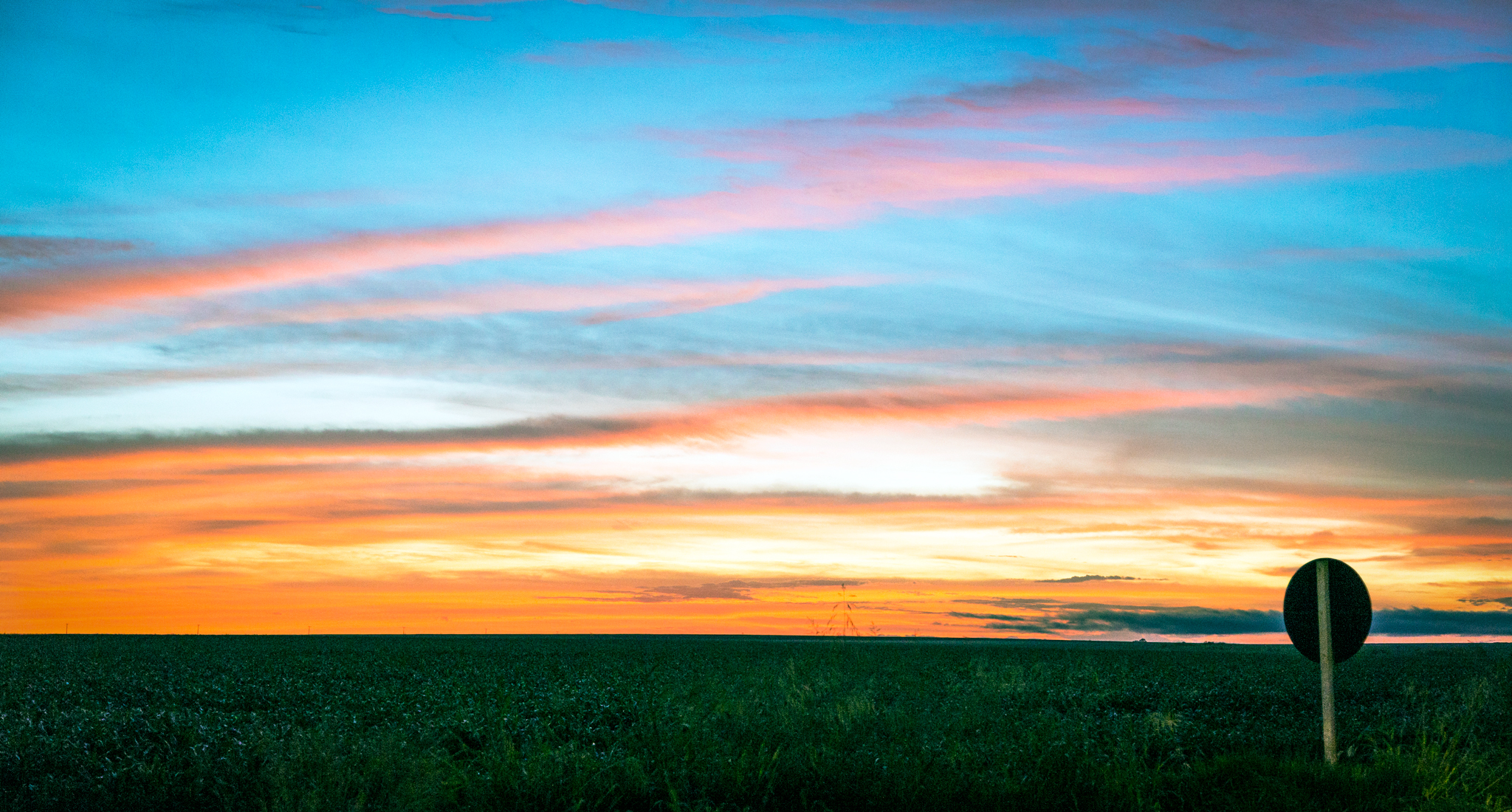
馬拉卡茹

馬拉卡茹（葡萄牙語：Maracaju），是巴西的城鎮，位於該國西部，由南馬托格羅索州負責管轄，始建於1924年6月11日，面積5,299平方公里，海拔高度384米，2010年人口37,405，人口密度每平方公里7.06人。